# 日本小動物獣医師会
一般社団法人日本小動物獣医師会（にほんしょうどうぶつじゅういしかい、英名：Japan Small Animal Veterinary Association）は、臨床獣医師によって構成される団体である。2008年12月10日に法人化され、一般社団法人となった。
社会の要請に対応すべく、日本小動物獣医師会は小動物獣医学術の向上と獣医療の適正な運営を図ることにより、動物愛護精神の高揚と公衆衛生、社会福祉の発展に寄与することを目的として、小動物獣医学術の振興、調査研究のほか各種事業を行っている。

## 所在地
〒105-0004
東京都港区新橋5丁目12番2号　鴻盟社ビル五階
一般社団法人 日本小動物獣医師会

## 主な活動
「獣医療を通じていかに社会に貢献するか」をモットーとして事業を推進している。
- 年次研究発表
- 新人獣医師の研修・育成

- 獣医学生の海外研修の企画実施
- 狂犬病等各種の人獣共通感染症問題
- 動物看護師の育成
- 学校飼育動物対策
- 身体障害者補助犬育成・啓発
- その他

臨床研修が獣医師法に規定されているが、小動物（ペット）臨床について公的な診療施設が無い。
そこで会員獣医師が施設提供して生涯教育や卒後教育研修セミナーを開催している。

## 組織
- 事務局
- 総務部
  - 総務委員会
  - 学校飼育動物対策委員会
  - 広報委員会
- 獣医事部
  - 獣医事対策委員会
  - 薬事対策委員会
  - 動物愛護・環境保全委員会
- 学術部
  - 国際学術交流委員会
  - 生涯・卒後教育研修委員会
  - 年次学会プログラム委員会
- 事業部
  - 動物看護師委員会
  - 身体障害者補助犬委員会
  - 人獣共通感染症委員会
  - 選挙管理委員会
  - プロジェクト委員会
    - ワクチン副反応対策

## 設立の経緯
1960年代前半、従来畜産動物を主な診療対象としていた獣医師のほかに開業して小動物（ペット）の臨床にあたる獣医師が増加していた。そこで全国の開業獣医師と小動物（ペット）の学会を統一した組織の設立が検討されていた。
当時、国策は畜産振興の方向を示していたこともあり、開業して臨床にあたる組織が要望されたのである。
そのような中、東京畜犬問題がマスコミに報じられ社会問題となった。これは、犬を投資の対象とした利殖商法と獣医師を地域テリトリー制に組織して地域の権利を契約金として集めたというものであった。当初は外国より血統の良い犬を輸入したり上質なカタログで宣伝したりしていたが、やがてペーパー商法の様相を呈し、違法な薬品販売を行うようになり、そして出資金を詐取するという事件になった。
　これをきっかけに小動物界に危機を感じた臨床獣医師によって日本獣医師会のなかの「東京畜犬問題対策協議会」と「六大都市連絡協議会」を母体として「全日本小動物臨床獣医師協議会」を設立した。
- 1971年 5月30日「全日本小動物臨床獣医師協議会」発会総会（於 京都市　参加獣医師800余名）
- 1978年 9月「日本小動物獣医師会」（英名Japan Small Animal Veterinary Association）に改称
- 1985年11月 第10回世界小動物獣医学会(東京)を開催、世界小動物獣医師会に対して日本を代表する組織として国際的にも認知されている
- 2008年現在の会員数は約5,000名で日本最大の獣医師の団体となっており、職能団体としてだけでなく学術団体としての活動や動物看護師の認定など幅広く活動を行っている。

## 小動物とは
日本小動物獣医師会では、会員獣医師を臨床、開業獣医師としている。
一般的にはペット（愛玩動物）を対象とする医療行為を行う獣医師と言える。
したがって、小動物とは犬、猫、ハムスター、ウサギ、フェレット、小鳥、爬虫類などのペットを指すと定義してよい。
反面、大動物とは畜産動物（産業用動物）を指す。牛、馬、豚などがこれにあたるが、食用や採卵用の鶏、毛皮用のウサギやミンクなども大動物ということができる。
英語圏では「small animal」という表現を用いており、世界的に愛玩動物を総称して小動物と呼称しており、各国の獣医師団体も同様の表現を採用している。
なお、ハムスター、ウサギ、フェレット、小鳥、爬虫類などの小さなペットは総称してエキゾチックアニマルと呼ばれることが多い。
- small animal（英語）
- Kleintier(ドイツ語)
- en Pequenos Animales(スペイン語)